# Ai Linu’er
Ai Linu’er (chiń. upr. 艾力努尔; chiń. trad. 艾力努爾; pinyin Ài Lìnǔ’ěr; ur. 16 lipca 1979) – chiński zapaśnik w stylu klasycznym. Olimpijczyk z Aten 2004, gdzie zajął trzynaste miejsce w kategorii 60 kg. Ósmy na mistrzostwach świata w 1999. Srebrny medal na mistrzostwach Azji w 2001 roku.